# جاكوب آدم
جاكوب آدم (بالفرنسية: Jacob Sigisbert Adam)‏ (و. 1670 – 1747 م) هو نحات فرنسي، ولد في نانسي، توفي في نانسي، عن عمر يناهز 77 عاماً.